# Port Donian

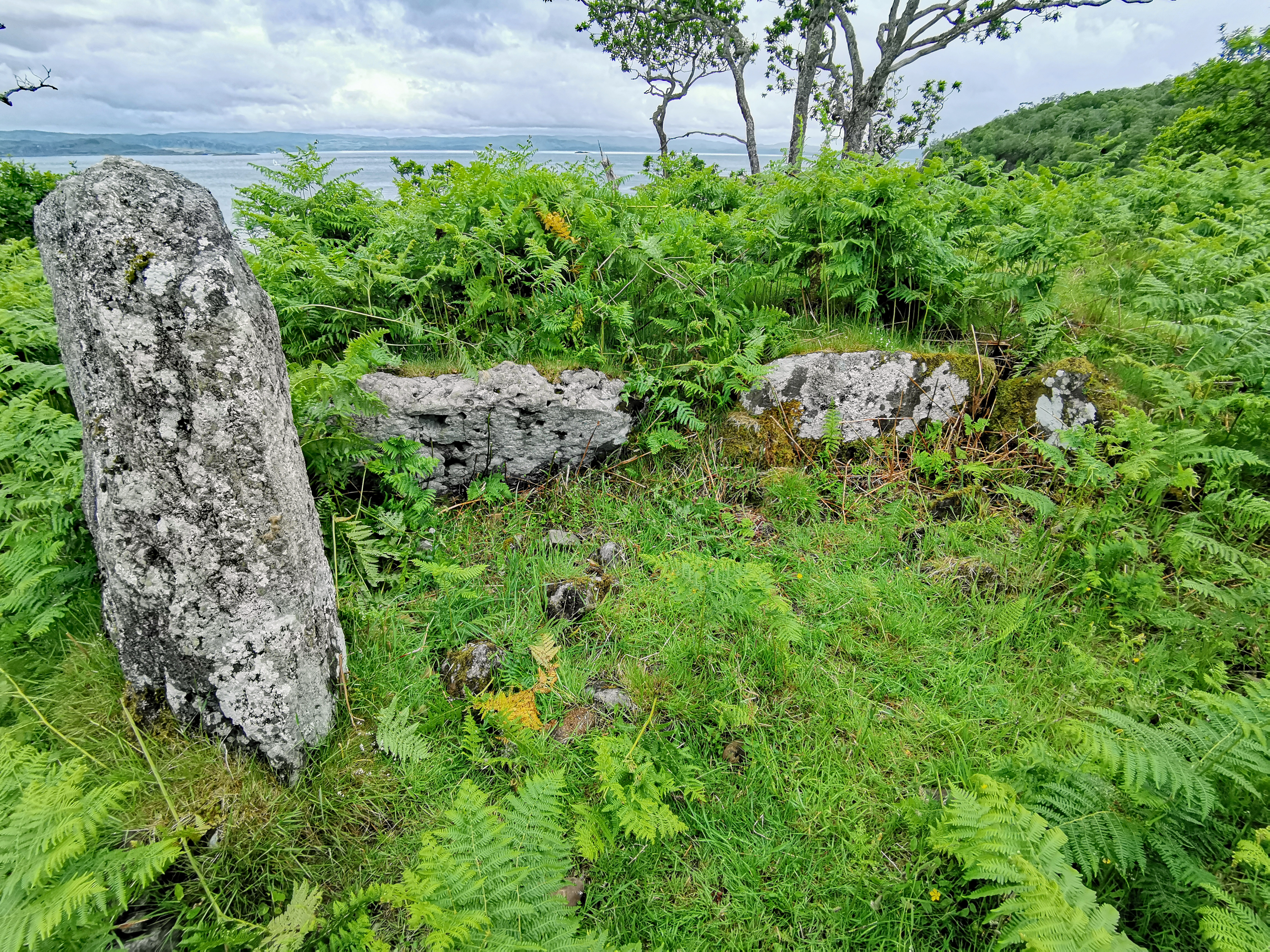
Clyde Tomb

Port Donian ist ein Strand, der etwa 1000 m südlich von Lochdon, im Osten der Hebrideninsel Mull, in Argyll and Bute in Schottland liegt. Es ist Fundplatz eines Clyde Tombs (englisch Chambered Cairn), eines Cairns, eines Menhirs (englisch Standing stone) und einer Steinkiste. 

## Beschreibung

### Clyde Tomb
In einem Waldstreifen oberhalb der kleinen Bucht von Port Donian befindet sich der Rest eines Clyde Tombs mit einer Länge von etwa 32,0 m und einer Breite von 11,0 m. Obwohl stark beraubt, sind am Nordostende die Reste einer Kammer und einer konkaven Exedra sichtbar, während die der Steinkiste am Südwestende liegen. Mögliche Randsteine sind auf der Südost- und Südwestseite sichtbar. Die Portalsteine und ein Stein der Fassade stehen in situ. Ein anderer Stein ist gefallen. Der östliche Portalstein ist in zwei Teile zerbrochen, wobei der liegende Stein der obere Teil ist. Der westliche Portalstein ist 1,4 m hoch und misst an der Basis 0,9 × 0,4 m. Die Nordost-Südwest orientierte Kammer misst innen etwa 3,4 m × 0,9 m. Die beiden Platten der Südostseite und der Endstein sind erhalten, während die Nordwestseite vollständig zerstört wurde.

### Steinkiste
Die kleine Steinkiste am Südwestende des Cairns misst innen 0,6 × 0,4 m und ist mindestens 0,4 m tief. Sie besteht aus vier Platten und ist partiell von einem übergroßen 1,35 m langen und 0,9 m breiten Deckstein bedeckt. Ein Merkmal der Kiste ist, dass ihre Steinplatten in der Dicke stark variieren, die der Langseiten haben eine Dicke von 0,4 m und das andere Paar hat eine Dicke von 0,15 m.

### Cairn und der Menhir
Etwa 100 m westlich liegen der Cairn und der Menhir. Der kammerförmige Cairn nimmt den höchsten Punkt des flach abfallenden Geländes an der Bucht von Port Donian ein. Es ist ein gut erhaltener Randstein-Cairn. Er hat etwa 6,1 m Durchmesser. Obwohl das Zentrum gestört zu sein scheint, ist es noch 0,5 m hoch. Die höchsten erhaltenen Randsteine auf der Westseite haben Höhen von 0,6 m und 0,45 m, aber zwei gestürzte Steine im Südwesten wären aufgerichtet, etwa 0,9 m und 0,7 m hoch.
Ein großer Stein in der Nähe des Cairns ist etwa 4,1 m lang, 0,6 m breit und 0,5 m dick und wahrscheinlich ein umgefallener Menhir. Es gibt in der Gegend auch an anderen Cairns mit Randsteinen solche Menhire.